# Kakeru Omae
Kakeru Omae, né le 3 août 1997, est un coureur cycliste japonais.

## Biographie
En 2018, Kakeru Omae termine troisième du championnat du Japon sur route espoirs. Il intègre ensuite l'équipe continentale Aisan Racing. Avec celle formation, il s'impose au sprint sur la troisième étape du Tour de l'Ijen.
Il arrête sa carrière à l'issue de la saison 2021.

## Palmarès et résultats

### Palmarès par année
- 2018
  - 3e du championnat du Japon sur route espoirs
- 2019
  - 3e étape du Tour de l'Ijen

### Classements mondiaux
| Année         | 2018 | 2019 |
| ------------- | ---- | ---- |
| UCI Asia Tour | 325e | 161e |